# Fessisentis fessus
Fessisentis fessus är en hakmaskart som beskrevs av Van Cleve 1931. Fessisentis fessus ingår i släktet Fessisentis och familjen Fessisentidae. Inga underarter finns listade i Catalogue of Life.